# Terremoto della Virginia del 2011
Il terremoto intraplacca che ha colpito la Virginia il 23 agosto 2011 si è manifestato con una magnitudo pari a 5,8 gradi. L'evento è avvenuto intorno alle 13:51:04 ora locale (17:51:04 UTC), le 19:51:04 (ora italiana).
L'United States Geological Survey (USGS), ha individuato l'epicentro a circa 64 km nordovest di Richmond, presso la città di Mineral.
Si tratta dell'evento energicamente più intenso dal 1897, quando un sisma di magnitudo stimata a 5,9 interessò la Virginia con epicentro nella Contea di Giles.

## Testimoni oculari
Il sito internet del Centro Sismologico Euro-Mediterraneo (CSEM, in inglese EMSC), uno dei principali centri mondiali di informazione sismica, ha riscontrato un incremento massivo e repentino del traffico a causa della convergenza di testimoni oculari del sisma che erano alla ricerca di informazioni. I testimoni di un terremoto possono infatti essere considerati come dei sensori sismici e il terremoto in Virginia ne è un esempio lampante: i tempi di connessione dei testimoni sul sito internet hanno imitato la propagazione delle onde sismiche generate dal terremoto. Grossomodo, i testimoni oculari hanno visitato il sito internet nei 90 secondi successivi alla scossa. L'epicentro ha dunque potuto essere determinato senza bisogno di utilizzare dati sismici, ma piuttosto impiegando una tecnica di retropropagazione di 2 minuti di traffico internet sul sito del CSEM.